# 마크앤서니 터니지

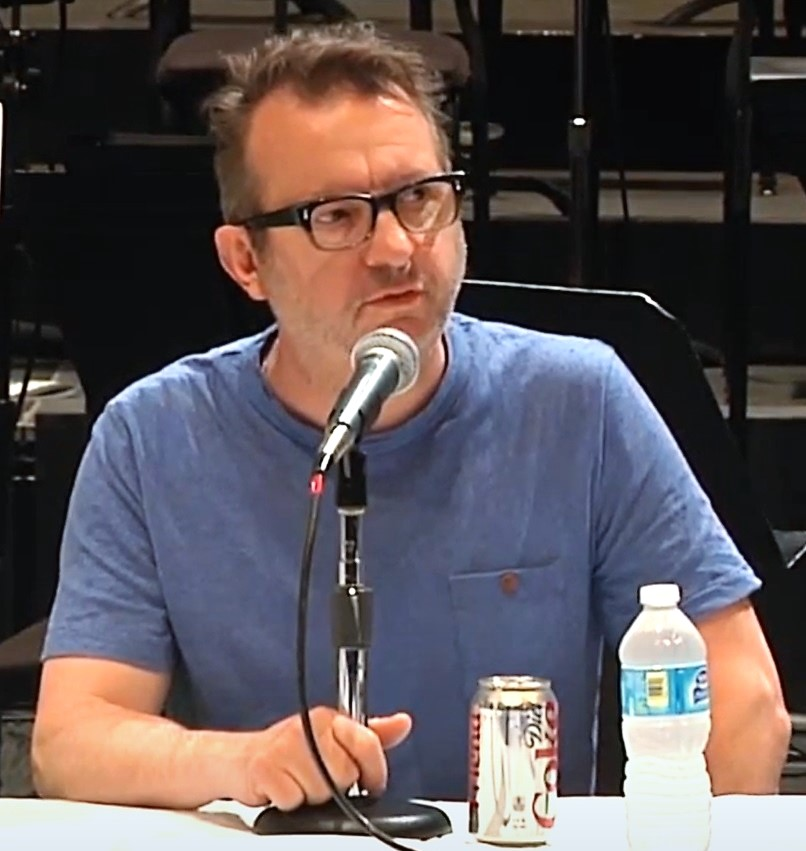

마크앤서니 터니지(Mark-Anthony Turnage, CBE, 1960년 6월 10일 ~ )는 잉글랜드의 서양 고전 음악 작곡가이다.

## 서훈
- 2015년 대영 제국 훈장 3등급(CBE) 수훈[1]